# Jewish Telegraphic Agency
La Jewish Telegraphic Agency (JTA) è un'agenzia di stampa internazionale al servizio di circa 70 agenzie di stampa clienti indicate nel suo sito web, dei giornali e dei media della comunità ebraica in tutto il mondo.
La JTA possiede una rete di corrispondenti a Washington, Gerusalemme, Mosca e altre 30 città in Nord e Sud America, Israele, Europa, Africa e Australia. L'agenzia si impegna a coprire le notizie di interesse per la comunità ebraica con l'obbiettività propria di tale professione.

## Storia
La JTA fu fondata il 6 febbraio 1917 da Jacob Landau come ufficio di corrispondenza ebraica a L'Aia con il mandato di raccogliere e diffondere notizie riguardanti le comunità ebraiche nel mondo, in particolare dai fronti di guerra europei. Nel 1919, la sede fu trasferita a Londra, dove l'agenzia assunse il suo nome attuale.
Nel 1922, la JTA trasferì il suo quartier generale a New York City, dove tre anni più tardi raggiunse la quota di 400 giornali iscritti, fra periodici in lingua  ebraica e generalisti. Il suo servizio cablografico migliorò la qualità e la gamma dei periodici in lingua ebraica.
Nel 1940, la JTA fondò la Overseas News Agency (ONA) , che era una copertura progettata per apparire come una normale agenzia di stampa, in realtà finanziata dal servizio segreto britannico MI6. L'ONA permise alle spie britanniche di accedere alla stampa accreditata, e al contempo di diffondere fake news nella stampa statunitense.
La JTA è una società senza fini di lucro governata da un consiglio di amministrazione indipendente. Non rivendica alcuna affiliazione ad ramo specifico dell'ebraismo o ad punto di vista politico particolare. Al riguardo, il caporedattore e amministratore delegato Ami Eden ha dichiarato: «rispettiamo le numerose organizzazioni di patrocinio ebraiche e israeliane là fuori, ma JTA ha una missione diversa: fornire a lettori e clienti rapporti equilibrati e affidabili», citando come esempio le notizie della vicenda della nave turca MV Mavi Marmara.
Nel 2015, il servizio di notizie si è unito al sito MyJewishLearning per creare 70 Faces Media, una società ebraica attiva nel settore dei media, che possiede anche i siti Kveller, Alma e Nosher.